# Lefty Dizz
Lefty Dizz (* 29. April 1937 in Osceola, Arkansas als Walter Williams; † 7. September 1993 in Chicago, Illinois) war ein US-amerikanischer Chicago-Blues-Gitarrist und Sänger.

## Leben
Bekannt wurde er mit seiner Band Shock Treatment und durch seine Arbeit mit Junior Wells, J. B. Lenoir und Hound Dog Taylor. Lefty Dizz benutzte eine Rechtshänder-Fender Stratocaster, die er wie später Jimi Hendrix einfach umdrehte, was ihm den Beinamen „Lefty“ einbrachte. Er war auch an der Jam-Session von Muddy Waters und den Rolling Stones (Live at the Checkerboard Lounge, Chicago 1981) beteiligt. Dizz’ Gitarrensound erinnerte laut Hound Dog Taylor an Dizzy Gillespies Trompetenspiel. Er starb an Speiseröhrenkrebs.

## Diskografie
- 1979: Lefty Dizz feat. Big Moose Walker
- 1979: Somebody Stole My Christmas
- 1982: Lefty Dizz and Shock Treatment Live in Chicago
- 1995: Ain’t It Nice to Be Loved
- 2002: Shake for Me
- 2007: The Healer (mit Carlos Johnson)